# Pendschwin

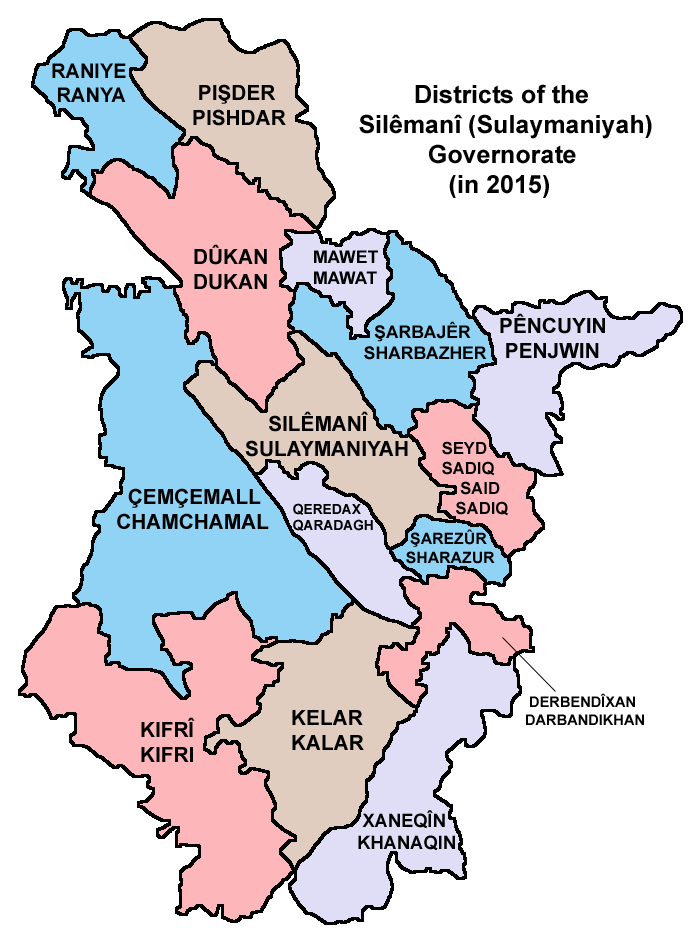
Der Distrikt Pendschwin liegt im äußersten Osten der nordirakischen Provinz Sulaimaniyya.

Pendschwin (arabisch; persisch بنجوين Bandschwin; Kurmandschi: Pencwen), gelegentlich auch Penjwin, Penjawin, Penjwen oder Panjwin bzw. Banjwin oder Baynjiwayn gesprochen oder transkribiert, ist der Hauptort eines gleichnamigen Distrikts in der zur Kurdischen Autonomen Region gehörenden Provinz Sulaimaniyya im Norden des Irak nahe der Grenze zu Iran.

## Geographie
Pendschwin liegt 291 Kilometer nordöstlich der irakischen Hauptstadt Bagdad, 65 Kilometer nördlich von Halabdscha und 46 Kilometer östlich der Provinzhauptstadt Sulaimaniyya im äußersten Osten der Provinz, aber nur wenige Kilometer von der iranischen Grenzstadt Khav im iranischen Distrikt Marivan entfernt. Pendschwin liegt am Fuße der nördlichen Ausläufer des Zāgros-Gebirges in einer Höhe von 1429 Metern über dem Meeresspiegel.

## Bevölkerungsentwicklung
Vom Ende des 18. Jahrhunderts bis zum Beginn des 20. Jahrhunderts war Pendschwin das Sommerlager der damals noch nomadisierenden Dschaf-Kurden.
Die überwiegend von Kurden (und bis Mitte des 20. Jahrhunderts auch von einigen Juden) bewohnte Stadt war seit dem Untergang des Osmanischen Reiches wiederholt umkämpft zwischen Briten und Kurden bzw. Irakern und Kurden sowie zwischen Irakern und Iranern bzw. Kurden-Milizen untereinander. Während der jahrzehntelangen Kämpfe und nochmals während der US-Invasion 2003 flohen wiederholt Kurden und Iraker aus dem Umland in die Stadt, so dass die Bevölkerungszahl zwischenzeitlich auf bis zu 80.000 bzw. 100.000 Menschen angestiegen sein soll. Im Jahr 2016 soll Pendschwin etwa 31.000 Einwohner gehabt haben.

## Geschichte
Als Teil des ehemaligen Sandschaks Sulaimaniyya im ehemaligen Vilâyet Mossul war Pendschwin spätestens seit 1926 offiziell Teil des unter britischem Mandat stehenden Königreichs Irak, blieb jedoch zunächst bis 1927 der letzte Stützpunkt des gegen die Briten rebellierenden Kurden-Scheichs Mahmud Barzandschi. Während eines erneuten Aufstands wurde die Stadt im November 1930 von der britischen Royal Air Force bombardiert und Barzandschi im Mai 1931 bei Pendschwin endgültig geschlagen (Kapitulation in Pendschwin). Irakische Truppen und die Kurdische Demokratische Partei (KDP) kämpften 1961 und 1966 um die Region, aber auch innerhalb der KDP brachen 1964 Kämpfe aus. Bei erneuten Kämpfen wurde Penjwin 1978 teilweise zerstört. Während des Irakisch-Iranischen Krieges war Pendschwin im Oktober und November 1983 das Ziel der iranischen Operation Morgenröte 4. Den Großteil der Stadt konnten irakischen Truppen zwar behaupten, der Großteil des umliegenden Distrikts blieb jedoch bis 1986 von iranischen Truppen und mit ihnen verbündeten KDP-Rebellen besetzt. Ein erneuter iranischer Angriff scheiterte 1988. Noch Jahrzehnte danach befand sich in dem Gebiet eine unbekannte Anzahl von Landminen. Nach erneuten Kämpfen 1991 wurden die Iraker schließlich von kurdischen PUK-Rebellen verdrängt, die PUK wiederum verlor das Gebiet jedoch 1996 zwischenzeitlich an KDP-Milizen und konnte sich nur mithilfe erneut herbeigerufener iranischer Truppen behaupten.